# Tityra
Tityra là một chi chim trong họ Tityridae.